# Renato Duque
Renato de Souza Duque (Cruzeiro, 29 de setembro de 1955) é um engenheiro brasileiro e ex-diretor de serviços da Petrobras, entre 2003 e 2012. Em março de 2015 foi preso na Operação Lava Jato, sendo condenado posteriormente em seis processos, totalizando uma pena superior a setenta anos de prisão, cumprindo pena inicialmente em regime fechado.
Em 2022, o TCU decidiu que o ex-diretor de serviços da Petrobras devolva aos cofres públicos R$ 975 milhões, débito referente a prejuízos nas refinarias Premium I e II, que nunca foram concluídas. Duque comandou a diretoria da Petrobras de 2003 até 2015, nos governos Lula e Dilma.

## Corrupção da Petrobras
De acordo com os procuradores da força-tarefa do Ministério Público Federal (MPF), a pedido de Renato Duque, foram feitas 24 doações ao PT entre outubro de 2008 e abril de 2010, totalizando R$ 4,26 milhões.
Segundo a Polícia Federal (PF), Duque é investigado por ter firmado contratos com um cartel de empreiteiras e desviado os recursos para a corrupção de políticos e agentes públicos.
Na 56° fase da operação, foi identificado como recebedor de propinas em dinheiro vivo e mediante depósitos financeiros feitos por empresas de offshore, na construção do prédio que abriga a sede da Petrobras em Salvador.

### Prisão
Em novembro de 2014, foi preso no âmbito Operação Lava Jato, tendo sua prisão revogada em 2 de dezembro do mesmo ano pelo ministro do STF Teori Zavascki.
Em março de 2015, voltou a ser preso na 10º fase da Operação Lava Jato, batizada de "Que País é esse", sendo encaminhado para sede da PF em Curitiba, e posteriormente transferido para o Complexo Médico Penal em Pinhais, PR.

### CPI da Petrobras
Em 2 de setembro de 2015, Renato Duque, convocado para prestar depoimento na CPI da Petrobras, chamou de "mentiroso" um dos delatores da Operação Lava Jato Augusto Ribeiro de Mendonça Neto, ex-executivo da Toyo Setal. Eles participaram de acareação na CPI,  juntamente com o ex-tesoureiro do PT João Vaccari Neto.

### Condenações
Em 21 de setembro de 2015, Renato Duque foi condenado pelos crimes de corrupção passiva e lavagem de dinheiro. A condenação é referente a ação penal originada da 10ª fase da operação. Conforme a sentença Duque está proibido de exercer cargo ou função pública ou de diretor, membro de conselho ou de gerência das pessoas jurídicas.
Em 8 de março de 2016, Renato Duque foi condenado em outro processo também por desvios na Petrobras pelos crimes de corrupção passiva e lavagem de dinheiro a 20 anos e 3 meses e 10 dias de prisão em regime fechado. As duas condenações somam quase 41 anos de prisão, mas com 30 anos de cumprimento máximo conforme prevê o atual Código Penal. A justiça determinou ainda o confisco até o montante de US$ 2.709.875.87 do saldo sequestrado na conta em nome da offshore Milzart Overseas, no Banco Julius Baer, no Principado de Monaco, com cerca de 20.568.654,12 euros. De acordo com a Justiça, a conta pertence a Renato Duque. "Observo que há indícios de que essa conta recebeu propinas também decorrentes de outros contratos da Petrobras, estando sujeitos o saldo à decretação de confisco em outras ações penais.", disse o juiz Sergio Moro.
Em junho de 2016, foi condenado a 4 anos de prisão. Com uma pena que ultrapassa 60 anos, Duque passou a colaborar com a justiça e aceitou renunciar aos 20,5 milhões de euros bloqueados em contas em Mônaco. Para o magistrado, "a renúncia de Duque vai facilitar o confisco e a repatriação dos valores, para posterior devolução aos cofres públicos". Duque já havia dito, em audiência, que renunciaria aos valores. Em razão dos crimes assumidos, a colaboração com as investigações e a facilitação da repatriação dos recursos, Duque ficará preso por cinco anos independente do somatório das condenações. Se mentir, perde os benefícios.
Em agosto de 2017, foi condenado a 10 anos e 8 meses de prisão por crime de corrupção passiva, relacionados a contratos da estatal petrolífera com a construtora Andrade Gutierrez. Somadas, as penas alcançam 73 anos e 7 meses de cadeia. Em 12 de setembro de 2018, o TRF4 manteve a condenação pelo crime de corrupção passiva. No julgamento do recurso de apelação criminal, a 8ª Turma do tribunal ainda aumentou a pena de dez anos para 28 anos, cinco meses e dez dias de reclusão.
Em 19 de novembro de 2018, foi condenado a 6 anos e 8 meses de prisão pela juíza Gabriela Hardt pelos crimes de corrupção passiva e lavagem de dinheiro no âmbito da Operação Lava Jato.
Em 18 de julho de 2024, a Justiça Federal de Curitiba decretou a prisão do ex-diretor de Serviços da Petrobras Renato Duque.
Em 17 de agosto de 2024, a Polícia Federal prendeu Renato Duque, que estava foragido desde julho do mês anterior, em Volta Redonda, na região Sul do Rio de Janeiro.
Em 22 de abril de 2025, foi condenado pela Justiça Federal de Curitiba a 29 anos e 2 meses de prisão pelos crimes de corrupção passiva e lavagem de dinheiro com relação a fraudes de R$ 525 milhões em contratos na Petrobras. Segundo a denúncia do Ministério Público Federal, o ex-diretor teria recebido mais de R$ 5,6 milhões em propinas do empresário Luis Alfeu Alves de Mendonça (condenado a 11 anos e 6 meses de prisão na mesma ação) em um esquema de favorecimento à empresa Multitek Engenharia. A Justiça confiscou os bens de Renato, que incluíam R$ 3,4 milhões e uma escultura.